# Vlatko Čančar
Vlatko Čančar (Koper, 10 de abril de 1997) es un jugador de baloncesto esloveno que pertenece a la plantilla del Olimpia Milano de la Serie A italiana. Con 2,03 metros de altura, juega en la posición de alero.

## Trayectoria deportiva

### Profesional

#### Europa
Formado en la cantera del KOS Koper que en 2013 firmó un contrato con Olimpia de Liubliana.
En abril de 2015, renovaría con el club esloveno durante 5 años, tras estar cedido durante dos temporadas en el LTH Castings.
El 30 de junio de 2016, llegó a la Liga serbia para jugar en el KK Mega Leks. 
En marzo de 2017, es inscrito en el draft de la NBA de 2017. El 22 de junio, es elegido en el puesto 49 por Denver Nuggets. 
El 13 de junio de 2018, firma un contrato de 2 años con el San Pablo Burgos de la liga ACB española.

#### NBA
El 1 de agosto de 2019, firma un contrato de rookie con Denver Nuggets.
Debutó en la NBA, el 31 de octubre, y anotó su primera canasta en juego el 15 de enero de 2020, ante Charlotte Hornets.
En su segunda temporada, el 13 de mayo de 2021, alcanzó su récord personal de anotación, con 14 puntos ante Minnesota Timberwolves.
El 12 de junio de 2023 se proclama campeón de la NBA por primera vez en su carrera tras vencer a Miami Heat en la final de la NBA.
Poco después, en agosto de 2023, sufre una lesión del ligamento cruzado de la rodilla, que hace que se pierda toda la 2023-24. Tras esa temporada en blanco, los Nuggets deciden no ejercer su opción de equipo para renovarle el contrato y se convierte en agente libre. El 9 de julio de 2024 renueva contrato con los Nuggets.

#### Italia
Tras seis años en la NBA, el 17 de julio de 2025, regresa a Europa firmando por el Olimpia Milano de la Serie A italiana.

### Selección nacional
Čančar fue parte de la selección eslovena, que consiguió la medalla de oro en el EuroBasket 2017.
En verano de 2021, fue parte de la selección absoluta eslovena que participó en los Juegos Olímpicos de Tokio 2020, que quedó en cuarto lugar.
En septiembre de 2022 disputó con el combinado absoluto esloveno el EuroBasket 2022, finalizando en sexta posición.

## Estadísticas de su carrera en la NBA
|  | Denota temporadas en las que fue Campeón de la NBA |

### Temporada regular
| Año     | Equipo | PJ  | PT | MPP  | %TC  | %3P  | %TL   | RPP | APP | ROB | TPP | PPP |
| ------- | ------ | --- | -- | ---- | ---- | ---- | ----- | --- | --- | --- | --- | --- |
| 2019-20 | Denver | 14  | 0  | 3.2  | .400 | .167 | 1.000 | .7  | .2  | .1  | .1  | 1.2 |
| 2020-21 | Denver | 41  | 1  | 6.9  | .458 | .273 | .769  | 1.2 | .3  | .3  | .0  | 2.1 |
| 2021-22 | Denver | 15  | 1  | 11.7 | .561 | .583 | .643  | 2.1 | 1.1 | .1  | .2  | 4.1 |
| 2022-23 | Denver | 60  | 9  | 14.8 | .476 | .374 | .927  | 2.1 | 1.3 | .4  | .2  | 5.0 |
| 2024-25 | Denver | 13  | 0  | 10.5 | .385 | .267 | —     | 2.5 | .7  | .2  | .2  | 1.8 |
| Total   | Total  | 143 | 11 | 10.7 | .472 | .354 | .847  | 1.8 | .9  | .3  | .2  | 3.4 |

### Playoffs
| Año   | Equipo | PJ | PT | MPP | %TC   | %3P   | %TL  | RPP | APP | ROB | TPP | PPP |
| ----- | ------ | -- | -- | --- | ----- | ----- | ---- | --- | --- | --- | --- | --- |
| 2021  | Denver | 5  | 0  | 4.2 | 1.000 | 1.000 | .800 | .6  | .2  | .2  | .2  | 2.2 |
| 2022  | Denver | 2  | 0  | 4.5 | .667  | .500  | —    | 1.0 | .5  | .0  | .0  | 2.5 |
| 2023  | Denver | 5  | 0  | 2.0 | .000  | .000  | —    | .6  | .2  | .0  | .0  | .0  |
| 2025  | Denver | 3  | 0  | 3.7 | —     | —     | —    | .7  | .0  | .0  | .0  | .0  |
| Total | Total  | 15 | 0  | 3.4 | .455  | .286  | .800 | .7  | .2  | .1  | .1  | 1.1 |